# X+Y
X+Y, llançada als Estats Units com a A Brilliant Young Mind, és una comèdia dramàtica britànica del 2014 dirigida per Morgan Matthews amb els actors Asa Butterfield, Rafe Spall, i Sally Hawkins. La pel·lícula, inspirada en el documental Beautiful Young Minds, se centra en un adolescent prodigi de les matemàtiques anglès anomenat Nathan (Asa Butterfield), qui té una dificultat amb les persones (és autista) però troba comfort en els nombres. Quan és escollit per a representar la Gran Bretanya a la Olimpiada Internacional de Matemàtiques Nathan s'embarca en un viatge en el qual fa front a reptes inesperats, com entendre la naturalesa de l'amor. La pel·lícula s'estrenà al Festival Internacional de Cinema de Toronto el 5 de setembre de 2014. L'estrena europea fou al Festival de cinema de London del BFI el 13 d'octubre de 2014, i l'estrena als cinemes del Regne Unit fou el 13 de març de 2015.